# بن کیفر
بن کیفر (زادهٔ ۱۷ فوریهٔ ۲۰۰۸ ‏(۱۷ سال) در اشتراوبینگ) بازیکن فوتبال اهل آلمان است که برای یان رگنسبورگ بازی می‌کند.

## دوران باشگاهی
کیفر فوتبال را از آکادمی جوانان یان رگنسبورگ آغاز کرد و تمام رده‌های سنی این باشگاه را پشت سر گذاشت. از فصل ۲۰۲۴–۲۵ به طور منظم در تمرینات تیم اصلی شرکت کرد.  
در دسامبر ۲۰۲۴ و در پیروزی ۲–۱ برابر دارمشتات ۹۸ به میدان رفت و با ۱۶ سال و ۱۰ ماه و ۵ روز سن، به سومین بازیکن کم‌سن تاریخ بوندس‌لیگا ۲ تبدیل شد. او همچنین جوان‌ترین بازیکن تاریخ یان رگنسبورگ محسوب می‌شود.  
در ادامه فصل، چندین بار در فهرست تیم قرار گرفت و نخستین بازی خود را به عنوان بازیکن ترکیب اصلی در پیروزی ۲–۰ مقابل شالکه ۰۴ انجام داد.